# Lawrence Chenault
Pour les articles homonymes, voir Chenault.
Lawrence Chenault, né le 23 novembre 1877 et mort le 27 décembre 1943 est un acteur américain. Il apparaît dans une vingtaine de films entre 1920 et 1934, notamment dans des films du pionnier du cinéma afro-américain Oscar Micheaux.

## Biographie
Lawrence Chenault naît le 23 novembre 1877 à Mount Sterling dans le Kentucky. Sa famille déménage à Cincinnati en Ohio où Chenault devient chanteur soliste à l'église. Il se produit dans plusieurs troupes de théâtre. Une des troupes les plus connues est Lafayette Players, où il est un des acteurs principaux. Il est également acteur de cinéma entre 1920 et 1934. Il fait ses débuts dans The Brute d'Oscar Micheaux en 1920. Il a été associé au mouvement des race films, à la fois pour ses rôles récurrents dans les films de Micheaux et pour ses relations étroites avec Lafayette Players et Reol Productions, un autre studio spécialisé dans les films destinés à un public afro-américain.
Son frère Jacques Chenault (1888-1925) a également été acteur.

## Filmographie
- 1920 : The Brute
- 1920 : The Symbol of the Unconquered
- 1921 : The Gunsaulus Mystery
- 1922 : The Crimson Skull (en)
- 1924 : A Son of Satan (en)
- 1925 : Body and Soul
- 1926 : The Devil's Disciple
- 1926 : The Conjure Woman
- 1927 : The Scar of Shame
- 1927 : The House Behind the Cedars
- 1932 : Veiled Aristocrats remake sonore de  The House Behind the Cedars
- 1932 : Ten Minutes to Live